# Jacques Decoret
Jacques Decoret est un chef cuisinier français, né à Lapalisse (Allier, France), qui a été nommé Meilleur ouvrier de France en 1996.

## Biographie
Jacques Decoret est né à Lapalisse d'une mère cuisinière et d'un père menuisier, et a vécu dans le village de Saint-Pierre-Laval. Peu intéressé par la menuiserie, il est heureux de voir son frère aîné suivre les traces de son père. Il fréquente le lycée hôtelier Abel-Boisselier de Cusset où il rencontre Martine, sa future épouse, et en 1984, il devient meilleur apprenti de la région Auvergne, meilleur Apprenti régional Auvergne-Limousin et finaliste du concours de Meilleur apprenti de France,.

### Première expérience en Suisse
Sa première expérience professionnelle l'envoie au restaurant Charlannes à La Bourboule. Ensuite, il candidate comme apprenti chez Pierre et Michel Troisgros qui lui demande de re-postuler dans trois années. Son parcours professionnel s'ouvre dans les quinze jours suivants et il rejoint son premier Relais & Châteaux en étant formé par Girardet à Lausanne, . Il rejoint ensuite Genève et le chef Louis Pelletier, auteur d'une cuisine de type avant-gardiste. C'est en Suisse qu'il connaît le compagnonnage. En 1987, le service militaire le rattrape et il embarque sur la frégate Jean de Vienne où il sert comme cuisinier,.

### Formé dans des restaurants 3 étoiles
En 1988, il est sous-chef au Relais de l'Aérodrome à Nyon en Suisse. Ensuite, il enchaîne les restaurants 3 étoiles, formé par Michel Troisgros à Roanne où il est chef de partie en 1989, puis chez Lorain à Saulieu au restaurant La côte Saint-Jacques comme chef de partie (1991), par Alain Passard comme sous-chef à L'Arpège à Paris (1994, et par Régis Marcon comme chef à L'Auberge des cîmes à Saint-Bonnet-le-Froid,. C'est chez Passard qu'il se lie d'amitié avec son «frère» Pascal Barbot. Entre-temps, il a aussi été chef de partie à Brantôme dans le restaurant Le Moulin de l'Abbaye (1992) et sous-chef au Vichy Célestins Spa Hôtel en 1993,. En 1996, il reçoit le titre de meilleur ouvrier de France (MOF),,,,,.

### Création de son  restaurant
En 1998, avec son épouse Martine, il s'installe à Vichy en reprenant un restaurant qui avait fait faillite deux ans auparavant et situé entre «une pizzeria, un kebab, une agence d’intérim et un sex-shop»,,,,. Là sa renommée explose et il est qualifié de «Ferran Adrià» de l'Allier bien que la cuisine moléculaire ne soit pas son domaine,.
Il est récompensé de sa première étoile au Guide Michelin en 2000,,. La même année, il est nommé Grand de demain par Gault & Millau. Jacques Decoret est très inspiré du Japon où il effectué plus d'une quinzaine de voyage pour y découvrir la cuisine et sa culture. En 2006, il devient espoir à la deuxième étoile au guide Michelin,. En 2007, il clôt l'opération Food France dans la cour du Plaza Athénée, opération qu'organise Alain Ducasse pour  présenter les jeunes chefs français.
Après près de six ans de démarches administratives, il ouvre, en 2008, son nouveau restaurant la «Maison Decoret» dans les locaux du chalet Napoléon III de Vichy,,,. Au restaurant étoilé s'ajoute un hôtel Relais & Châteaux 4 étoiles de cinq chambres. En 2009, le magazine Gault & Millau lui décerne les quatre toques pour son édition de 2010 et en 2011, le voilà nommé parmi les plus grands chefs de l'année par le même magazine. Le 10 avril 2017, il reçoit le prestigieux prix Gault & Millau d'Or pour la région Auvergne-Rhône-Alpes. Quelques mois plus tard, le 30 octobre 2017, il est nommé chef de l'année au niveau national lors de la 10e édition des Trophées de la Gastronomie et des Vins par un jury présidé par le chef Marc Veyrat.
Il a aussi été invité à plusieurs reprises sur les chaînes de télévision et notamment dans l'émission Télématin pour le Triporteur avec son fils Alexis qui le seconde désormais, ou encore dans Top Chef en faisant partie du jury des 100 meilleurs ouvriers de France en 2018.

### Famille
Martine et Jacques Decoret ont trois enfants, Alexis qui a travaillé chez les Troisgros, Antoine passé chez Lenôtre, et la plus jeune, Agathe.

## Distinctions
- Meilleur apprenti d'Auvergne en 1984
- Meilleur ouvrier de France en 1996
- Une étoile au Guide Michelin en 2000
- Quatre toques au Gault & Millau en 2009
- Gault & millau d'Or pour la région Auvergne-Rhône-Alpes en 2017
- Chef de l'année en 2017 aux Trophées de la Gastronomie et des Vins[17]